# SD Eibar
Sociedad Deportiva Eibar (în bască Eibar Kirol Elkartea) este un club de fotbal spaniol din Eibar, Gipuzkoa, Țara Bascilor, Spania, care evoluează în Segunda División.
A promovat la primul nivel al fotbalului spaniol pentru prima dată în 2014. De asemenea, au participat la 26 de sezoane din Segunda División (o perioadă din anii '50 și în majoritatea anilor '90 și anii 2000), petrecând restul istoriei în competiție la niveluri inferioare.
Echipa joacă în tricouri roșii și albastre cu pantaloni scurți albaștri (originare din echipamentul FC Barcelona) și joacă meciurile de acasă la Stadionul Municipal Ipurua. SD Eibar este un club deținător de fani, cu aproximativ 8.000 de acționari din 48 de țări. Până când SD Huesca s-a calificat pentru prima dată în prima ligă în 2018, clubul era considerat cel mai mic să fi jucat în divizia de top a Spaniei, și stadionul său avea cea mai mică capacitate a oricărei echipe din La Liga. Deși Eibar este singurul club profesionist al orașului său, acesta contestă mai multe derbiuri basce cu alte cluburi din regiune.
Eibar este singurul club de fotbal care are certificatul de calitate UNE-EN-ISO 9001.

## Lotul actual
La 26 august 2022.
| Nr. |            | Poziție | Jucător            |
| --- | ---------- | ------- | ------------------ |
| 1   | Spania     | P       | Ander Cantero      |
| 2   | Spania     | F       | Chema              |
| 3   | Portugalia | F       | Frederico Venâncio |
| 4   | Spania     | F       | Rober Correa       |
| 5   | Spania     | F       | Juan Berrocal      |
| 6   | Spania     | M       | Sergio Álvarez     |
| 7   | Spania     | A       | Quique González    |
| 8   | Brazilia   | M       | Matheus Pereira    |
| 9   | Argentina  | A       | Blanco Leschuk     |
| 10  | Spania     | M       | Ager Aketxe        |
| 11  | Franța     | M       | Yanis Rahmani      |
| 13  | Spania     | P       | Yoel               |

| Nr. |        | Poziție | Jucător                                                     |
| --- | ------ | ------- | ----------------------------------------------------------- |
| 14  | Spania | M       | Javi Muñoz                                                  |
| 15  | Spania | F       | Álvaro Tejero                                               |
| 16  | Spania | F       | Ríos Reina                                                  |
| 17  | Spania | M       | José Corpas                                                 |
| 18  | Spania | A       | Jon Bautista                                                |
| 19  | Spania | A       | Stoichkov                                                   |
| 21  | Spania | A       | Álvaro Vadillo (împrumutat de la Espanyol)                  |
| 22  | Spania | M       | Peru Nolaskoain (împrumutat de la Athletic Bilbao)          |
| 23  | Spania | F       | Anaitz Arbilla (căpitan)                                    |
| 25  | Franța | P       | Luca Zidane                                                 |
| 30  | Spania | F       | Imanol García de Albéniz (împrumutat de la Athletic Bilbao) |

### Jucători dați cu împrumut
| Nr. |  | Poziție | Jucător |
| --- |  | ------- | ------- |

## Legături externe
- Official website es
- Eibar at La Liga en  es
- Eibar at UEFA en  es
- Club profile at BDfutbol (match reports in each season)
- Futbolme team profile es